# Annonay
Annonay là một xã ở tỉnh Ardèche, vùng Rhône-Alpes ở đông nam nước Pháp.

### Thành phố kết nghĩa
| - - Chelmsford (Anh) | - - Backnang (Đức) |